# Centaurea cristata
Centaurea cristata — вид квіткових рослин айстрових (Asteraceae). Ареал: Італія, Словенія, Хорватія, Чорногорія.